# Štefan Fencik
Štefan Fencik celým jménem Štefan Andrejevič Fencik (13. října 1892 Velké Loučky – 30. března 1946 Užhorod) byl československý politik rusínské národnosti, meziválečný poslanec Národního shromáždění za Národní sjednocení, později ministr autonomní vlády Karpatské Ukrajiny.

## Biografie
Vychodil gymnázium v Užhorodě a Berehovu. Studoval filozofii a teologii na univerzitách v Budapešti a Vídni. V roce 1916 získal titul doktora filozofie a teologie. Před první světovou válkou ještě studoval práva v Paříži, hudební vědu ve Vídni, Šarišském Potoku a Debrecínu. Po studiích byl v letech 1916–1918 profesorem na učitelském semináři v Užhorodě, v letech 1918–1922 a znovu od roku 1926 na duchovním semináři a v období let 1922–1926 na reálném gymnáziu. Kromě toho byl v letech 1917–1920 sbormistrem užhorodského biskupského sboru Harmonie. Působil rovněž jako člen diecézní konzistoře, prorektor duchovního semináře v Užhorodu a redaktor lokálních novin jako Naš put (1935–1938), Molodaja Rus (1938) a Karpatorusskij golos (1932–1944). Dlouhou dobu působil jako předseda Společnosti Alexandra Duchnoviče. V roce 1921 zhudebnil verše Alexandra Duchnoviče, které se později staly hymnou Zakarpatské oblasti.
Roku 1931 se měl stát biskupem řeckokatolické diecéze v Mukačevu, ale většinu duchovních jeho kandidaturu odmítla. V roce 1934 byl pro nevhodné chování vyloučen z kněžského stavu.
Názorově byl coby politik neukotvený. Inspiroval se italským fašismem, byl stoupencem podkarpatoruského autonomismu. Na přelomu let 1934–1935 podnikl cestu do Spojených států amerických. Před zástupci rusínských krajanských spolků tvrdě kritizoval politiku československé vlády v otázce autonomie. Při návratu do Československa byl zatčen v Chebu a obviněn z podvratné činnosti. Udržoval kontakty s polskými diplomaty.
V roce 1935 patřil mezi hlavní iniciátory vzniku nové politické strany na Podkarpatské Rusi pod názvem Ruská nacionálně autonomní strana. Předsedou nové formace byl V. Gažda, ale Fencik byl faktickým vůdcem strany. Vyznával polonofilskou orientaci podkarpatoruské politiky a byl stoupencem toho, aby Polsko a Maďarsko měly společnou hranici. V projevech strany byl přítomen antisemitismus a extrémní nacionalismus. Jejím cílem byla autonomie Podkarpatské Rusi. V parlamentních volbách v roce 1935 strana spolupracovala s Národním sjednocením, na jehož kandidátce se Fencik dostal do Národního shromáždění. Díky zvolení do parlamentu a zisku imunity nebyl už dále trestně stíhán. 3. listopadu 1937 vystoupil z klubu poslanců Národního sjednocení. 9. listopadu 1937 se stal členem klubu poslanců Národní ligy a Ruské nacionálně autonomní strany.
V roce 1937 odmítl uznat zákon o autonomii Podkarpatské Rusi, protože podle něj odporoval ústavě i mezinárodním závazkům československé vlády. Na podzim 1938 se pokusil okolo sebe soustředit podkarpatoruskou politickou scénu a sjednotit ji do jedné autonomistické fronty. To se mu nepodařilo, stejně jako zisk postu předsedy autonomní vlády, protože dominantní pozici v lokální politice získal Andrej Bródy. Poslancem československého parlamentu byl do ledna 1939, kdy jeho mandát zanikl v důsledku rozpuštění politických stran na Podkarpatské Rusi.
Kromě parlamentních postů se krátce stal i ministrem autonomní vlády Karpatské Ukrajiny. Od 11. října do 26. října 1938 působil jako ministr ve vládě Andreje Bródyho. 11. října 1938 byl jmenován ministrem hospodářství a zplnomocněncem autonomní vlády Andreje Bródyho pro delimitaci hranice mezi Podkarpatskou Rusí a Slovenskem. Agitoval za připojení rozsáhlých oblastí východního Slovenska k Zakarpatské Ukrajině. Slovenské úřady ho vyhostily. 26. října 1938 ho Andrej Bródy obvinil z protistátní činnosti ve prospěch Maďarska. Byl na něj vydán zatykač, Fencik ale uprchl do Budapešti.
Po Vídeňské arbitráži z listopadu 1938, v jejímž důsledku byly jižní oblasti Karpatské Ukrajiny připojeny k Maďarsku, působil Fencik v těchto regionech a organizoval teroristické skupiny, jejichž cílem bylo destabilizovat situaci na Karpatské Ukrajině. Národní listy ho 28. prosince 1938 uváděly již jako bývalého poslance československého parlamentu, aby ve vydání z 8. února 1939 stejný list informoval, že mandátu byl rozhodnutím Nejvyššího správního soudu zbaven 7. února 1939 spolu s ostatními členy parlamentu z Podkarpatské Rusi, což se stalo v důsledku rozpuštění všech zdejších ze strany autonomní vlády.
Po svém útěku se stal ještě v roce 1938 členem Maďarského parlamentu. Jeho snaha zahájit v parlamentu v Budapešti debatu o podkarpatské autonomii byly maďarskými politiky ignorovány. Národní listy ve svých vydáních z 28. prosince 1938 a 15. března 1939 referovaly o jeho zklamání z nedodržených slibů ze strany Maďarů a záměru odejít do Ameriky.
V roce 1944 se po vypuknutí Slovenského národního povstání snažil neúspěšně kontaktovat sovětské úřady a nabízet svou podporu. 30. ledna 1945 ho zatkla sovětská tajná služba Směrš. Brzy poté se Sověti snažili Fencika využít v propagaci pravoslaví na Zakarpatské Ukrajině. Fencik ale konverzi k pravoslaví odmítl. Byl pak lidovým soudem odsouzen k trestu smrti a v březnu 1946 zastřelen v cele věznice v Užhorodu. 20. dubna 1992 byl rehabilitován.
Profesí byl novinář. Podle údajů z roku 1935 bydlel v Užhorodu.